# Ispettori della Groenlandia
Questa lista contiene gli regi ispettori della Groenlandia (in danese kongelige inspektører af Grønland ed in groenlandese Kalaallit Nunaanni kunngikkormiunik nakkutilliisut) prima del 1925. Gli Ispettori erano divisi tra Nord e Sud della Groenlandia.
Per i capi di Stato tra il 1925 e il 1979 vedi Governatori della Groenlandia, mentre per quelli dopo il 1979 vedi Primo ministro della Groenlandia.

## Ispettori della Groenlandia Settentrionale
- Johan Friedrich Schwabe (1782-1786)
- Jens Clausen Wille (1786-1790)
- Børge Johan Schultz (1790-1797)
- Claus Bendeke (1797-1803)
- Peter Hanning Motzfeldt (1803-1817)
- Johannes West (1817-1825)
- Carl Peter Holbøll (1825-1828)
- Ludvig Fasting (1828-1843)
- Hans Peter Christian Møller (1843-1845)
- Nicolai Zimmer (1845-1846)
- Christian Søren Marcus Olrik (1846-1866)
- Carl August Ferdinand Bolbroe (1866-1867)
- Sophus Theodor Krarup-Smith (1867-1882)
- Hjalmar Christian Reinholdt (1882-1883)
- Niels Alfred Andersen (1883-1898)
- Johan Carl Joensen (1898-1900)
- Jens Daugaard-Jensen (1900-1912)
- Anders Peter Olsen (1912-1913)
- Harald Lindow (1913-1924)

## Ispettori della Groenlandia Meridionale
- Bendt Olrik (1782-1789)
- Andreas Molbech Lund (1789-1795)
- Claus Bendeke (1795-1797)
- Niels Rosing Bull (1797-1802)
- Marcus Nissen Myhlenphort (1802-1821)
- Christian Alexander Platou (1821-1823)
- Arent Christopher Heilmann (1823-1824)
- Christian Alexander Platou (1824-1827)
- Ove Valentin Kielsen (1827-1828)
- Carl Peter Holbøll (1828-1856)
- Jørgen Nielsen Møller (1856-1857)
- Hinrich Johannes Rink (1857-1868)
- Albert E. Blichfeldt Høyer (1868-1869)
- Hannes Peter Stephensen (1870-1882)
- Frederik Tryde Lassen (1882-1884)
- Carl Julius Peter Ryberg (1884-1890)
- Johan Carl Joansen (1890-1891)
- Conrad Poul Emil Brummerstedt (1891-1892)
- Edgar Christian Fencker (1892-1899)
- Regnar Stephensen (1899-1902)
- Oscar Peter Cornelius Koch (1902-1903)
- Ole Bendixen (1903-1914)
- Oluf Hastrup (1914-1915)
- Carl Frederik Harries (1915-1923)
- Christian Simony (1924)
- Knud Oldendow (1924)